# Neoplecostomus microps
Neoplecostomus microps är en fiskart som först beskrevs av Steindachner, 1877.  Neoplecostomus microps ingår i släktet Neoplecostomus och familjen Loricariidae. Inga underarter finns listade i Catalogue of Life.